# エアハルド・ケラー
エアハルド・ケラー（Erhard Keller、1944年12月24日 - ）は、西ドイツの元スピードスケート選手、歯科医師。

## 人物
バイエルン州ギュンツブルク出身。ミュンヘンのギムナジウム・マックス・プランクで学んだ後、アビトゥーアに合格し、ルートヴィヒ・マクシミリアン大学ミュンヘンへ進学して歯科学を学ぶ。
歯科医師を目指す傍ら、ケラーはスピードスケートにも熱心に打ち込む。1968年に頭角を現し、同年1月28日、インツェルのリンクで、男子500mでエフゲニー・グリシン（ソビエト連邦）が保持していた39秒5を更新する39秒2の世界記録を樹立する。そして同年の第10回冬季オリンピックグルノーブル大会では男子500mで40秒3で1位となり金メダルを獲得した。
1970 - 1971シーズン、1971年2月に地元西ドイツのインツェルで開催されたISUスプリント選手権で総合優勝を果たす。その1ヶ月後の3月14日にインツェルで500mで38秒42の世界新記録を樹立した。
1972年、2月に開催された第11回冬季オリンピック札幌大会では男子500mで39秒44のオリンピックレコードをマークして2大会連続制覇を果たす。この時、ケラーは真駒内屋外競技場の製氷職人に対して「（素晴らしいリンクを）有難う」と感謝の言葉を贈っている。
1973年に歯科医師となると同時にアマチュアを引退、暫くはプロのスピードスケーターとして活動したこともある。また、第2ドイツテレビ（ZDF）の番組『現在スポーツスタジオ』の司会者としてテレビに出演している。
2011年にはドイツスポーツ殿堂の顕彰者に選出された。